# Havayoth
Havayoth är ett av Andreas Hedlunds (Vintersorg) musikaliska projekt. Han skapade bandet tillsammans med Marcus Norman (Vargher) år 2000, och släppte skivan His Creation Reversed samma år. Bandet skapades i och med att de båda ville testa på att göra något annorlunda, i en helt annan genre än vad de vanligtvis spelade. Det diskuterades mycket och till slut skapade de Havayoth, och de bestämde sig för att grunden skulle vara ett antal låtar som Norman skrivit några år tidigare. Resten av låtarna skrevs under år 2000, och blev till slut inspelade på Balleria Studios.

## Medlemmar
Nuvarande medlemmar
- Vargher (Marcus E. Norman) – gitarr, keyboard, programmering
- Morgan Hansson – basgitarr

Tidigare medlemmar
- Vintersorg (Andreas Hedlund) – sång, gitarr, keyboard

## Diskografi
Studioalbum
- 2000 – His Creation Reversed